# Prohor Pčinjski (manastir)
Prohor Pčinjski (srpski: Прохор Пчињски) je manastir iz 11. stoljeća Srpske pravoslavne crkve na jugu Srbije, pored sela Klenike, odmah do granice sa Sjevernom Makedonijom. Manastir se nalazi na šumovitim obroncima planine Kozjak uz obalu rijeke Pčinje.
Po usmenoj legendi njega je utemeljio bizantski car Roman IV. Diogen u čast svetog Prohora Pčinjskog, koji mu je prorekao da će postati car, kad ga je ovaj došao obići. U sklopu manastira djelovala je vjerska škola, kao i značajna ikonografska škola.
U Prohoru Pčinjskom održano je prvo zasjedanje ASNOMa 2. kolovoza 1944.
Od 1979. manastir Prohor Pčinjski je proglašen spomenikom velike kulturne vrijednosti i pod zaštitom je Republike Srbije.

## Vanjske poveznice
- Prohor Pčinjski na portalu discoverserbia